# روس فورد
روس فورد (بالإنجليزية: Ross Ford)‏ هو لاعب اتحاد الرغبي بريطاني، ولد في 23 أبريل 1984 في إدنبرة في المملكة المتحدة.

## وصلات خارجية
- روس فورد عل موقع إسبنسكروم (الإنجليزية)
- روس فورد على موقع ItsRugby.co.uk (الإنجليزية)